# Port lotniczy Kuito
Port lotniczy Kuito – port lotniczy położony w mieście Kuito, w Angoli.

## Linie lotnicze i połączenia
| Linia Lotnicza       | Kierunek  |
| -------------------- | --------- |
| TAAG Angola Airlines | 1. Luanda |